# Spließ

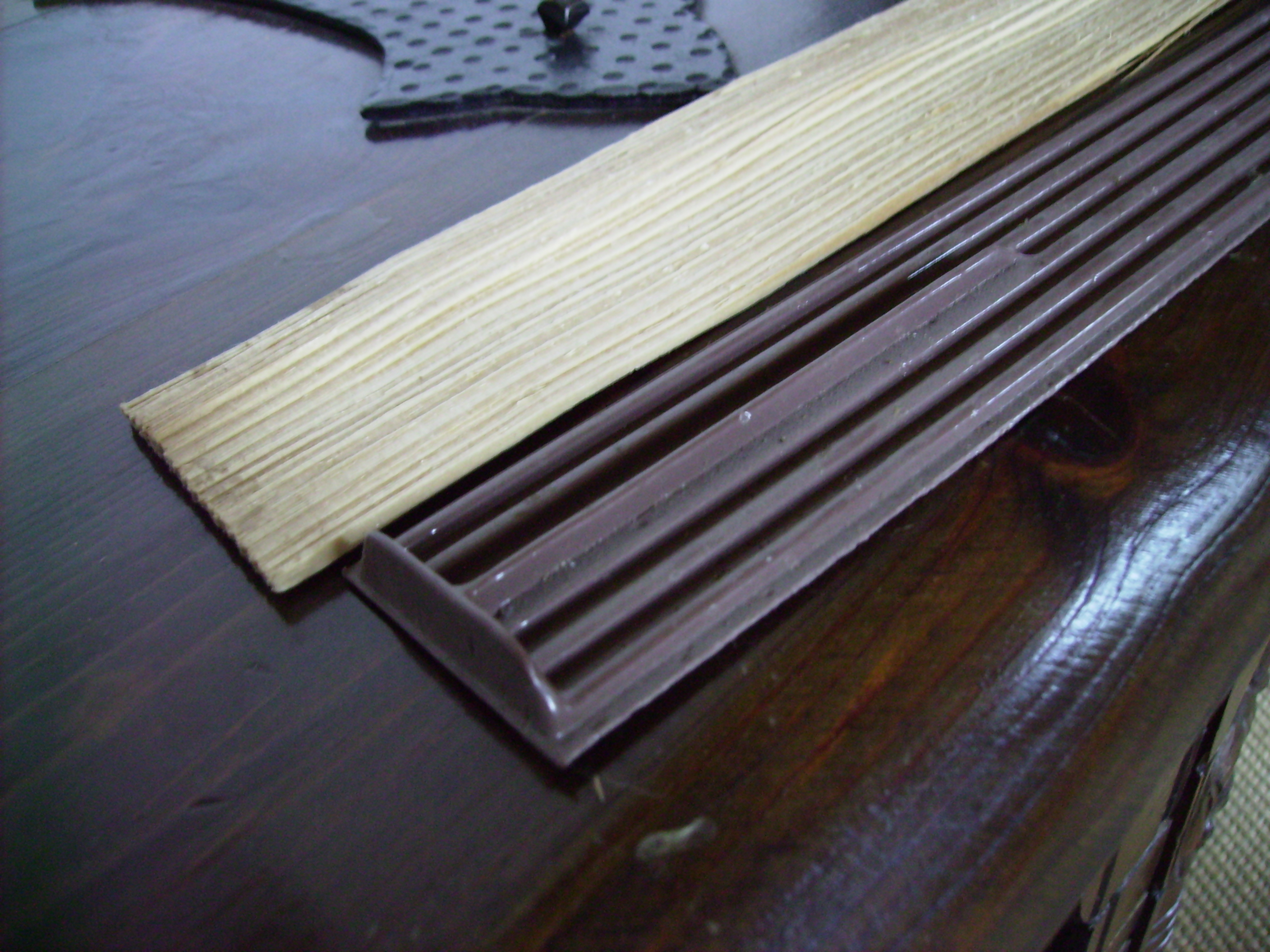
Holz- bzw. Kunststoffspließe

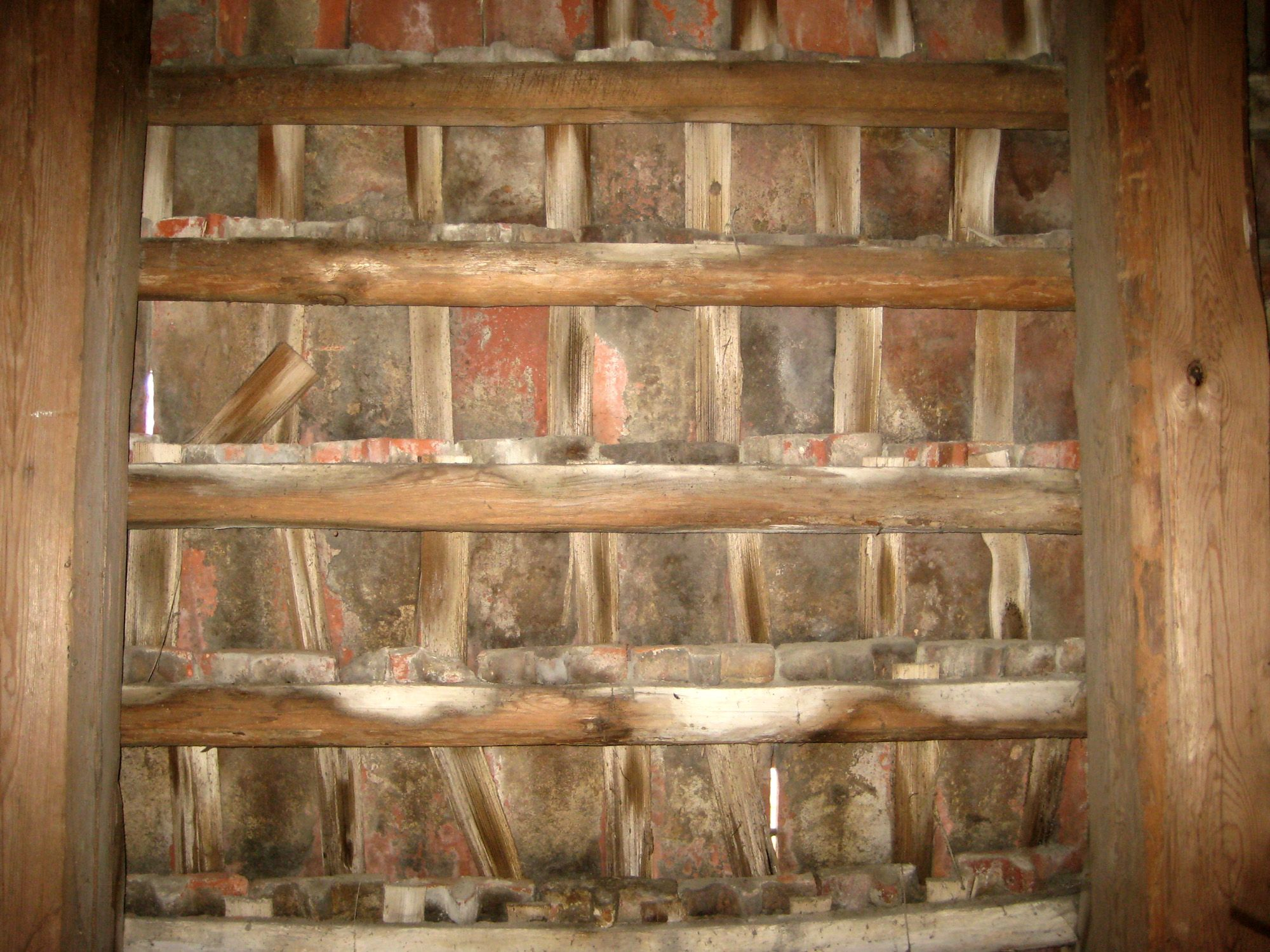
Untersicht einer Biberschwanz-Einfachdeckung mit hölzernen Spließen

Als Spließ, Spliess, Spliß, Spliss oder auch Splitt oder Dachsplitt bezeichnet man schmale dünne Holzschindeln, die bei einfacher Dacheindeckung zur Abdichtung benutzt werden. Der Spließ wird typischerweise unter die Fugen der Biberschwanzziegel in Einfachdeckung eingelegt, um das zwischen die Fugen laufende Wasser abzuführen. Das Holzplättchen oder die Holzschindel besteht meist aus leicht zu spaltendem Weichholz (Kiefern- oder Lärchenholz). Heute werden Spließe oft aus anderen Materialien wie Metall oder Kunststoff hergestellt.
Im norddeutschen Raum wurden Docken aus Stroh oder später aus Dachpappe auf die gleiche Weise wie Spließe verwendet. 
Dachsplitte wurden von einem speziellen Handwerker, dem Splittmacher hergestellt. Dazu wurden die einzelnen Dachsplitte mit einem Beil von einem Holzblock abgeschlagen.